# Монастираки (Атина)
Монастираки (грч. Μοναστηράκι) је бувљак у старом делу Атине и једно је од главних трговачких четврти у Атини.  Област је дом бутика одеће, продавница сувенира и специјализованих продавница, и главна је туристичка атракција у Атини и Атици за повољну куповину. Подручје је добило име по истоименом тргу, који је заузврат добио име по цркви Пантанасе која се налази унутар трга.
Метро станица Монастираки, која се налази на тргу, служи линије 1 и 3 атинског метроа.

## Знаменитости

### Црква
На тргу је католикон старе цркве у околини. Током франачког периода, то је био приватни манастир Николаоса Бонефациса. Током периода турске владавине, помиње се као метохи манастира Тимиос Продромос Кареа, који се налази у Химету. Последњих година претворена је у жупну цркву за то подручје, где се 15. августа слави Успење Пресвете Богородице.

### Џамија
Џамију је саградио турски војвода Цистаракис 1759. од материјала преузетих са старих грађевина. За мермерни малтер зидова дигнута је у ваздух 17. колона храма Зевса Олимпијског. Древни Атињани су веровали да је проклетство заробљено испод сваког стуба храма, нешто што је потврђено избијањем глади у граду. Према истом миту, Зевсов храм је тако гласно оплакивао уништење стеле да те ноћи нико није спавао у Атини. Смирио се тек убиством војводе.
После Револуције 1821. зграда је више од једног века имала различите намене, док је 1924. претворена у музеј фолклора. Јоргос Дросинис је понудио две вредне колекције, намештај, прибор и иконе из данске К. Пелф и јапанске вазе Гр. Маноу. Преименовао га је у Национални музеј козметичке уметности. Данас је у џамији огранак Музеја народне уметности и богата збирка керамике, углавном из Мале Азије.

## Бувљак
У близини трга Монастираки налази се трг Абисинија, где се налази бувљак, раније познат по антикварницама. Данас су и даље бројни продавци антиквитета и распродаја, иако већина продавница продаје нове производе, углавном туристичке артикле и производе одеће и обуће (углавном одећу).

## Галерија
- Хадријанова библиотека
- Црква Пантанаса
- Цистаракис џамија
- Продавница сувенира у улици Пандросу
- Тезга са колекционарским новчићима. Сличне тезге се могу наћи широм Монастиракија